# 蟹の支配者
『蟹の支配者』（かにのしはいしゃ、原題：英: The Master of Crabs）は、アメリカ合衆国のホラー小説家クラーク・アシュトン・スミスによる短編ホラー小説。『ウィアード・テールズ』1948年3月号に掲載された。
ゾティークを舞台としたシリーズの一編であり、魔術師同士の抗争を題材としている。ゾティーク作品で唯一、一人称で語られている。
スミスの構想ノート（黒の書）によると、ゾティーク作品の構成は、スミスの構想では21編、完成したものが15編とされ、不思議なことに本作がカウントされていない。大瀧啓裕は、アイデアを膨らませるうちにゾティーク物語になったのではないかと推測している。

## あらすじ
古代の海賊オムウォルは、ファラードの月の神の神殿から財宝を略奪する。神殿の財宝の中には、この世に二つとない魔術書が何冊も含まれていた。オムウォルは消息を絶ち、財宝も行方不明となるが、地図が残されていると言い伝えられる。
ナートの妖術師サルカンドは、母親の残忍な性格と父親の凶々しい降霊術を受け継いでいた。サルカンドは、東方の王国で怪しい知識や名声を身に着け、畑と果樹園と砂漠の王国ミロウアネにやって来る。サルカンドはまたたく間にミロウアネで名を上げ、魔術師ミオル・ルミウィクスは台頭してきたライバルを警戒する。またオムウォルの船員の子孫が、地図を持ってミロウアネにやって来たことから、サルカンドは盗賊を雇って地図を盗ませる。だが盗賊はサルカンドを出し抜いて、宝を先取りしようとする。
サルカンドを監視していたミオル・ルミウィクスは、敵手がオムウォルの地図を手に入れたことを知り、目的地をイリボスの島と特定しする。そして弟子マンタルを伴い、舟を出して追跡する。無人島イリボスは、古代に海の神が呪いをかけ、深海の生物を除くあらゆるものが近づくのを禁じられたと噂されており、洞窟に繋がる入江には蟹や蛸がはびこっていた。
先に上陸したサルカンドは、ケガをしつつも、地図の場所で財宝と「海の神バサタンの指輪」を入手する。魔術の指輪は、海の流れや風、海の生物を意のままに操ることができた。サルカンドは、追ってきた盗賊2人の舟を、波を操って難破させ、蟹を操って溺死させる。続いてやって来た魔術師師弟の舟にも同じ攻撃を加える。師弟は命からがら洞窟へと投げ出され、続いて「無数の蟹に群がられた」盗賊2人の死体を見つける。
師匠と弟子は、サルカンドと対峙する。負傷中のサルカンドは、足のケガが治るまでは魔術防御をして休むつもりである。師匠は、サルカンドを殺して財宝を奪うと宣言するも、サルカンドは指輪の魔力で蟹の群れを操って2人にけしかける。無数の蟹の鋏に足を狙われ、叩いて払ってもきりがなく、弟子は足場を失って倒れ込む。師匠は魔法剣を投擲し、サルカンドの手首を切り飛ばす。魔力の制御を失った蟹たちは、向きを変えてサルカンドに群がる。サルカンドは苦悶にうごめいていたが、やがて動きを止める。蟹が触れていない部分は、副木をあてられた足と、指輪をはめたまま切り落とされた手首だけ。師匠は弟子に自分たちも帰ろうと告げ、火を焚いて蟹を焼くよう命じる。

## 主な登場人物・用語
- オムウォル - 古代の海賊。月の神の神殿から財宝を略奪し、どこかに隠した。
- ミオル・ルミウィクス - ミロウアネに住む魔術師。わたしの師匠。魔法剣で武装する。
- マンタル - 語り手（わたし）。ミオル・ルミウィクスの弟子。師から無能を責められる場面が多い。
- サルカンド - ナートの島出身の妖術師。妖術師の父と、食人族の黒人女の間に生まれたと噂される。
- 盗賊 - サルカンドに雇われて、オムウォルの地図を盗む。だが宝を先取りしようと裏切る。
- 「バサタンの指輪」 - 海神バサタンの緑柱石。遠隔視と自然操作の2つの効果を持つ。
- バサタン - 海の神。容姿は不明だが、指輪にはクラーケンの姿が象られている。

## 収録
- 『ゾティーク幻妖怪異譚』創元推理文庫、大瀧啓裕訳

## 関連作品
- ナートの降霊術